# 聖帶
聖帶是天主教、東正教、新教等基督教的神職人員（主教、牧師、神父、執事等）在舉行儀式或參與宗教禮儀時披戴的一件衣飾，大約長二米半到三米和寬七到十厘米，末端通常變寬。在教會年曆中，不同的節期會有不同禮儀顏色的聖帶佩帶。

## 使用

### 聖公宗

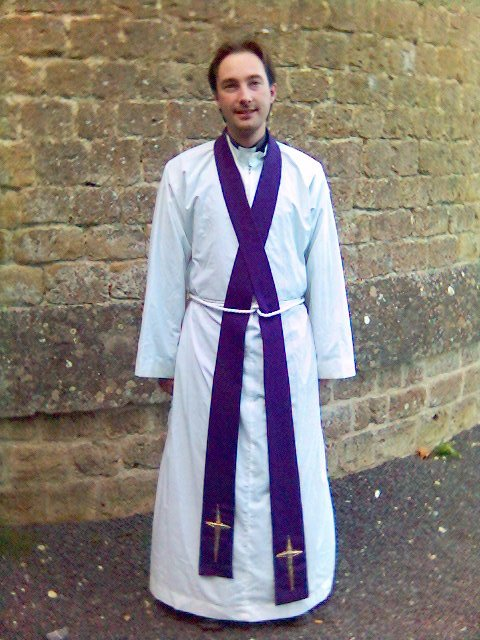
聖公會牧師脖子戴著聖帶，傳統上聖帶要在胸口前交叉。

聖公會的聖品會戴著聖帶進行崇拜。教會規定牧師和主教要戴著聖帶在他們的脖子上，在前面垂懸下來或傳統在胸口前交叉式戴著，而交叉式意味主教的牧職才完全完滿。

### 信義宗
大部份信義會的牧師或主教會戴著聖帶進行聖餐崇拜。部分教會規定牧師要戴著聖帶在他們的脖子上，在前面垂懸下來或傳統在胸口前交叉式戴著。部份信義宗教會的牧師不會佩戴聖帶如香港禮賢會，意味牧師不是祭司。

### 改革宗
部份改革宗教會並非禮儀教會，因此牧師不需要佩戴聖帶或穿着禮袍。
世界改革宗教會聖帶分左右標誌，左為燃燒荊棘，源自出埃及記上帝於荊棘火焰中向摩西顯現的神蹟，亦為各地，以象徵呼召、受苦與焚而不毀的信仰；右為十架與牧杖，以象徵效法基督、背負十架與牧養群羊之意。 

### 其他基督新教
按照所屬堂會的傳統。聖帶於牧師主領禮儀時使用，聖帶必須與禮袍一起運用，部份教會只有有紅白二色，白色於崇拜及一般聚會使用，紅色則於婚禮及慶典使用。至於其他顏色，則可按其堂會傳統與習慣使用。亦有部份教會只穿禮袍並不佩戴聖帶，原因同上。

### 天主教會

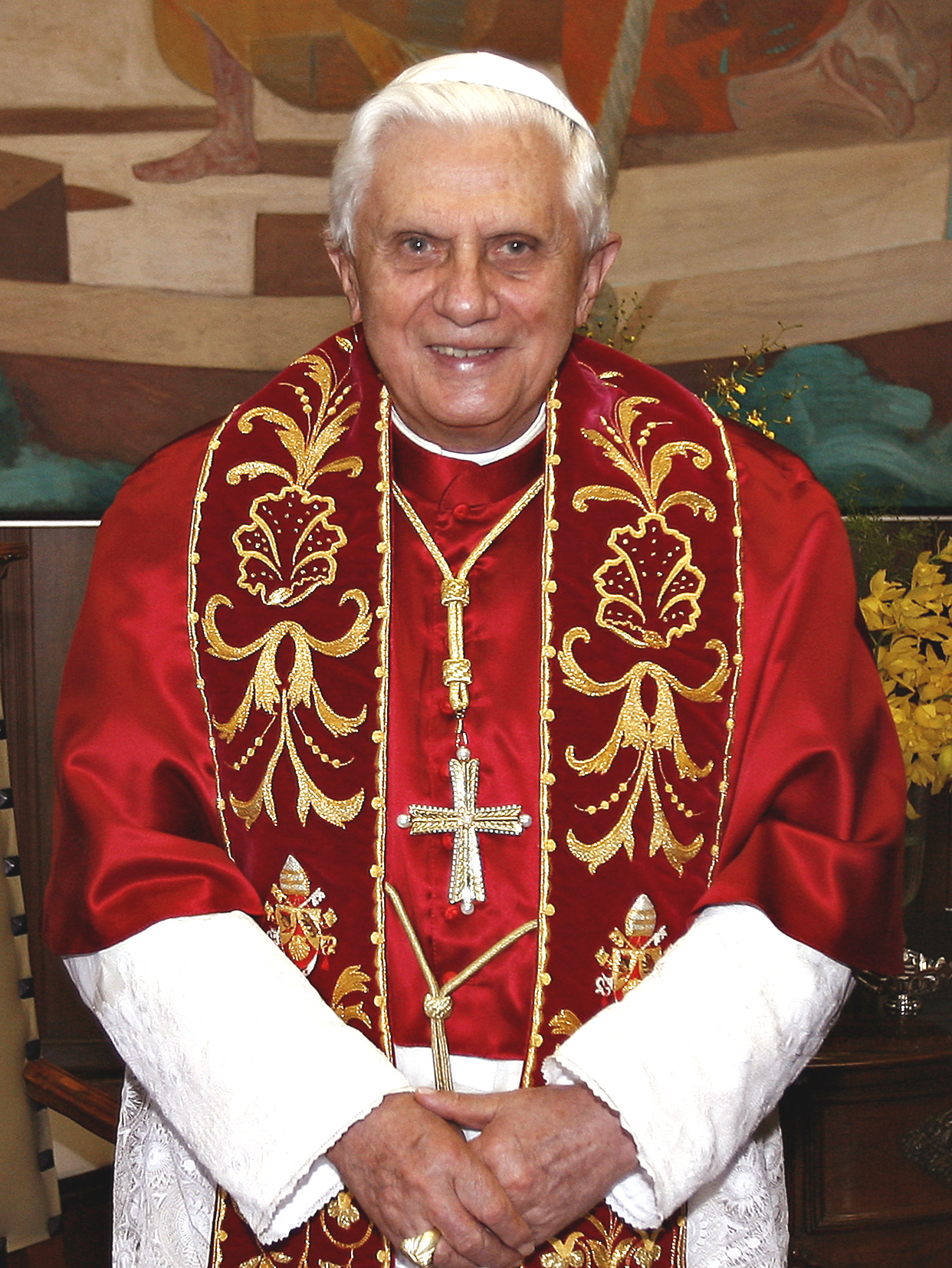
配戴天主教聖帶的教宗本篤十六世。

天主教神父、主教、執事在彌撒/進行聖事時，主祭會先穿長白衣，再帶上聖帶，最後再套上祭披；而共祭可選擇套不套祭披。

### 東正教會

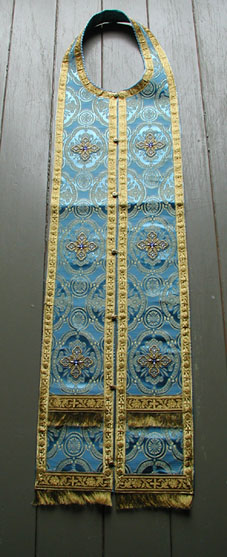
東正教會聖帶。

## 象徵意義及顏色
白色或金色：

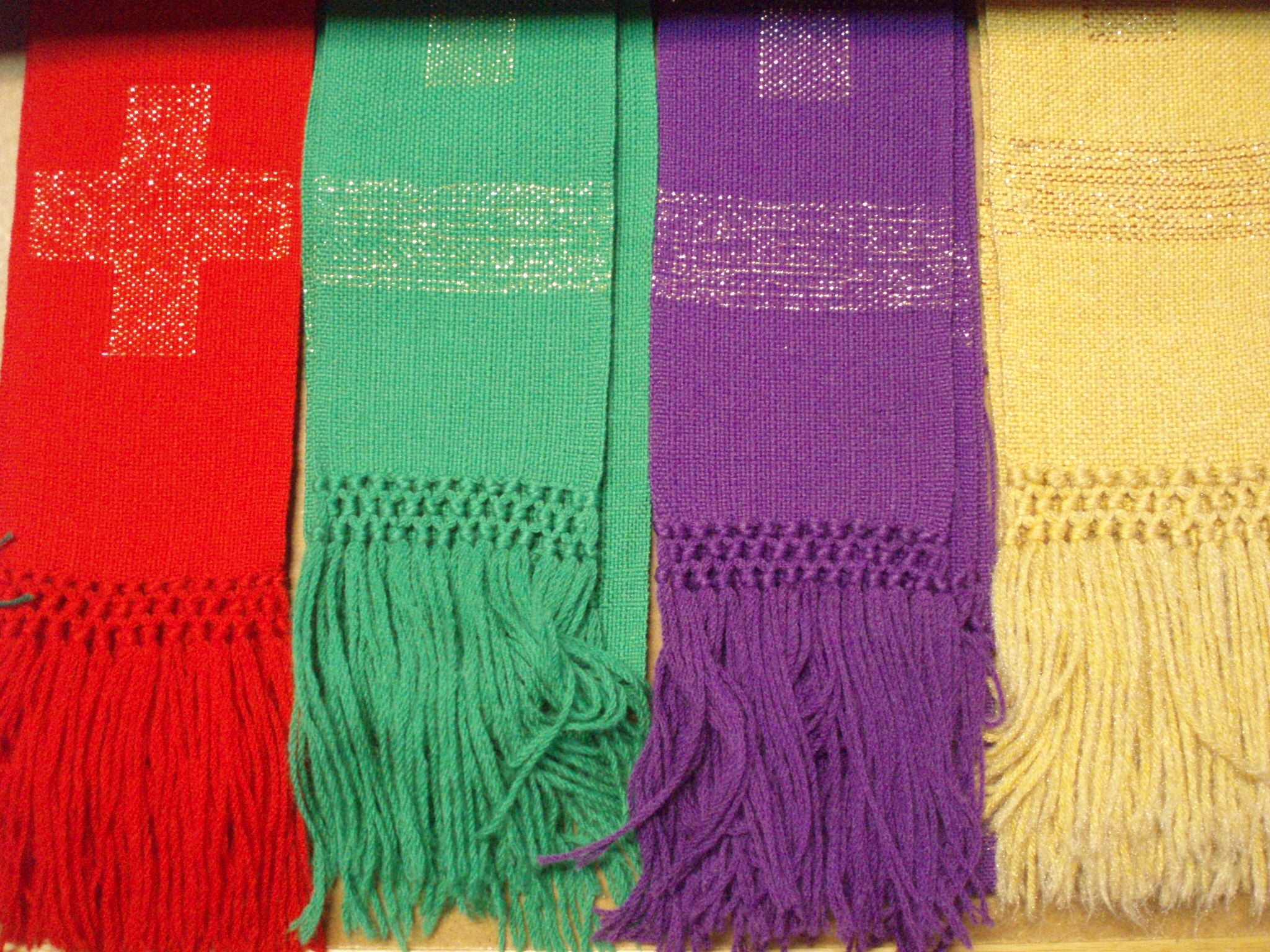
用不同禮拜色彩的現代設計編織

象徵純潔、喜樂和真理的光輝，用於與基督有關的節期，如聖誕節期、復活節期、三一主日等。依西方教會傳統，洗禮（如在崇拜中進行則使用該節期顏色）、婚禮及喪禮也使用白色。
紫色：
象徵懺悔、警醒和禁戒，用於懺悔節期，如將臨期及大齋期。喪禮也使用紫色以表示黎明前的天際。
紅色：
象徵熱血，象徵聖靈。用於殉道者的紀念日及聖靈降臨節也用於棕枝主日及祝聖/按立聖職人員。
綠色：
象徵希望生命和生機，為大自然的主色，大部份日子(常年期)都使用綠色。
粉紅色:（只存在於羅馬天主教、信義宗及聖公宗）
象徵喜樂，在將臨期第三主日及四旬期第四主日使用。
黑色：（只存在於羅馬天主教、信義宗及聖公宗）
象征死亡、哀悼和罪恶。聖公會聖品在没有圣餐时的早年晚祷崇拜時亦佩戴黑色圣带。
藍色：（只存在於羅馬天主教、信義宗及聖公宗）象徵聖母。